# Nurzykowy Klif
Nurzykowy Klif (norw. Alkefjellet) to dolomitowy klif półwyspu Lomfjordhalvoya w pobliżu przylądka Fanshaw na wyspie Spitsbergen w cieśninie Hinlopen. Bezpośrednio z wody na setki metrów w górę wyrastają szeregi pionowych skał przypominające swym kształtem baszty średniowiecznych zamków lub wieże gotyckich katedr. Klif swą nazwę zawdzięcza ogromnej kolonii nurzyków polarnych (Uria lomvia).
Eksponowane ściany skalne z nieograniczoną liczbą grzęd chronionych przez swą niedostępność przed penetracją przez lisy polarne to idealne miejsce gniazdowania. Występy skalne są zajmowane w marcu i kwietniu. Pojedyncze jaja są składane na nagich półkach po stopnieniu śniegów, w maju lub czerwcu. Okres wylęgania trwa około 30 dni, młode przebywają na półce później jeszcze trzy tygodnie. Rodzice zmieniają się na gnieździe i na zmianę też karmią latorośl. Po tym czasie młode na wpół opierzone i całkowicie niezdolne do latania trzepocąc skrzydłami skaczą ryzykancko w dół, do morza. W tym skoku towarzyszą im ojcowie, którzy są w okresie pierzenia się i też w tym czasie tracą zdolność latania.
Młode ptaki, unosząc się jak korki bezpiecznie na wodzie, rozpoczynają długą migracyjną podróż. Zimują na otwartej wodzie, na południe od granicy lodu. Według literatury[1] nurzyki ze Spitsbergenu płyną na Morze Barentsa. Nurzyki, prawdopodobnie też ze Spitsbergenu, spotykano na Morzu Grenlandzkim w połowie drogi między Spitsbergenem i Grenlandią.